# Procambridgea grayi
Procambridgea grayi là một loài nhện trong họ Stiphidiidae.
Loài này thuộc chi Procambridgea. Procambridgea grayi được V. T. Davies miêu tả năm 2001.